# Кубок Англії з футболу 1974—1975
Кубок Англії з футболу 1974—1975 — 94-й розіграш найстарішого футбольного турніру у світі, Кубка виклику Футбольної Асоціації, також відомого як Кубок Англії. Вдруге титул здобув Вест Гем Юнайтед.

## Перший раунд
| Дата                      | Господарі                 | Рахунок | Гості              |
| ------------------------- | ------------------------- | ------- | ------------------ |
| 23 листопада              | Честерфілд                | 3:1     | Бостон Юнайтед     |
| 23 листопада              | Дарлінгтон                | 1:0     | Воркінгтон         |
| 23 листопада              | Дартфорд                  | 2:3     | Плімут Аргайл      |
| 23 листопада              | Гартліпул Юнайтед         | 1:0     | Бредфорд Сіті      |
| 23 листопада              | Борнмут                   | 5:0     | Саутвік            |
| 23 листопада              | Бері                      | 4:2     | Саутпорт           |
| 23 листопада              | Фарслі Селтік             | 0:2     | Транмер Роверз     |
| 23 листопада              | Рочдейл                   | 0:0     | Марін              |
| 27 листопада Перегравання | Марін                     | 1:2     | Рочдейл            |
| 23 листопада              | Вотфорд                   | 0:1     | Колчестер Юнайтед  |
| 23 листопада              | Грімсбі Таун              | 1:0     | Гаддерсфілд Таун   |
| 23 листопада              | Кру Александра            | 2:2     | Ґейтсгед Юнайтед   |
| 25 листопада Перегравання | Ґейтсгед Юнайтед          | 1:0     | Кру Александра     |
| 23 листопада              | Свіндон Таун              | 4:0     | Редінг             |
| 23 листопада              | Шрусбері Таун             | 1:1     | Віган Атлетік      |
| 25 листопада Перегравання | Віган Атлетік             | 2:1     | Шрусбері Таун      |
| 23 листопада              | Бішоп Окленд              | 5:0     | Моркем             |
| 23 листопада              | Стокпорт Каунті           | 0:0     | Стаффорд Рейнджерс |
| 25 листопада Перегравання | Стаффорд Рейнджерс        | 1:0     | Стокпорт Каунті    |
| 23 листопада              | Вікем Вондерерз           | 3:1     | Челтнем Таун       |
| 23 листопада              | Барнслі                   | 1:2     | Галіфакс Таун      |
| 23 листопада              | Брайтон енд Гоув Альбіон  | 3:1     | Олдершот           |
| 23 листопада              | Хітчін Таун               | 0:0     | Кембридж Юнайтед   |
| 26 листопада Перегравання | Кембридж Юнайтед          | 3:0     | Хітчін Таун        |
| 23 листопада              | Вімблдон                  | 1:0     | Бат Сіті           |
| 23 листопада              | Ексетер Сіті              | 1:2     | Ньюпорт Каунті     |
| 23 листопада              | Сканторп Юнайтед          | 1:1     | Олтрінгем          |
| 25 листопада Перегравання | Олтрінгем                 | 3:1     | Сканторп Юнайтед   |
| 23 листопада              | Блайт Спартанс            | 1:1     | Престон Норт-Енд   |
| 26 листопада Перегравання | Престон Норт-Енд          | 5:1     | Блайт Спартанс     |
| 23 листопада              | Менсфілд Таун             | 3:1     | Рексем             |
| 23 листопада              | Порт Вейл                 | 2:2     | Лінкольн Сіті      |
| 27 листопада Перегравання | Лінкольн Сіті             | 2:0     | Порт Вейл          |
| 23 листопада              | Матлок Таун               | 1:4     | Блекберн Роверз    |
| 23 листопада              | Освестрі Таун             | 1:3     | Донкастер Роверз   |
| 23 листопада              | Торкі Юнайтед             | 0:1     | Нортгемптон Таун   |
| 23 листопада              | Бішопс Стортфорд          | 0:0     | Літергед           |
| 26 листопада Перегравання | Літергед                  | 2:0     | Бішопс Стортфорд   |
| 23 листопада              | Ротергем Юнайтед          | 1:0     | Честер Сіті        |
| 23 листопада              | Ромфорд                   | 0:2     | Ілфорд             |
| 23 листопада              | Пітерборо Юнайтед         | 0:0     | Веймут             |
| 4 грудня Перегравання     | Веймут                    | 3:3     | Пітерборо Юнайтед  |
| 9 грудня Перегравання     | Пітерборо Юнайтед         | 3:0     | Веймут             |
| 23 листопада              | Челмсфорд Сіті            | 0:1     | Чарльтон Атлетік   |
| 23 листопада              | Нанітон Боро              | 2:2     | Мейдстоун Юнайтед  |
| 26 листопада Перегравання | Мейдстоун Юнайтед         | 2:0     | Нанітон Боро       |
| 23 листопада              | Слау Таун                 | 1:4     | Брентфорд          |
| 23 листопада              | Лемінгтон                 | 1:2     | Саутенд Юнайтед    |
| 26 листопада              | Герефорд Юнайтед          | 1:0     | Джиллінгем         |
| 26 листопада              | Свонсі Сіті               | 1:1     | Кеттерінг Таун     |
| 2 грудня Перегравання     | Кеттерінг Таун            | 3:1     | Свонсі Сіті        |
| 27 листопада              | Ашфорд Таун               | 1:3     | Волсолл            |
| 27 листопада              | Тутінг-енд-Мітчем Юнайтед | 1:2     | Крістал Пелес      |

## Другий раунд
До другого раунду увійшли переможці першого раунду. 
| Дата                   | Господарі                | Рахунок | Гості             |
| ---------------------- | ------------------------ | ------- | ----------------- |
| 14 грудня              | Честерфілд               | 1:0     | Донкастер Роверз  |
| 14 грудня              | Гартліпул Юнайтед        | 0:0     | Лінкольн Сіті     |
| 17 грудня Перегравання | Лінкольн Сіті            | 1:0     | Гартліпул Юнайтед |
| 14 грудня              | Рочдейл                  | 1:1     | Транмер Роверз    |
| 16 грудня Перегравання | Транмер Роверз           | 1:0     | Рочдейл           |
| 14 грудня              | Блекберн Роверз          | 1:0     | Дарлінгтон        |
| 14 грудня              | Грімсбі Таун             | 1:1     | Бері              |
| 17 грудня Перегравання | Бері                     | 2:1     | Грімсбі Таун      |
| 14 грудня              | Стаффорд Рейнджерс       | 2:1     | Галіфакс Таун     |
| 14 грудня              | Свіндон Таун             | 3:1     | Мейдстоун Юнайтед |
| 14 грудня              | Бішоп Окленд             | 0:2     | Престон Норт-Енд  |
| 14 грудня              | Ілфорд                   | 0:2     | Саутенд Юнайтед   |
| 14 грудня              | Вікем Вондерерз          | 0:0     | Борнмут           |
| 18 грудня Перегравання | Борнмут                  | 1:2     | Вікем Вондерерз   |
| 14 грудня              | Брайтон енд Гоув Альбіон | 1:0     | Брентфорд         |
| 14 грудня              | Плімут Аргайл            | 2:1     | Крістал Пелес     |
| 14 грудня              | Вімблдон                 | 2:0     | Кеттерінг Таун    |
| 14 грудня              | Олтрінгем                | 3:0     | Ґейтсгед Юнайтед  |
| 14 грудня              | Ньюпорт Каунті           | 1:3     | Волсолл           |
| 14 грудня              | Ротергем Юнайтед         | 2:1     | Нортгемптон Таун  |
| 14 грудня              | Віган Атлетік            | 1:1     | Менсфілд Таун     |
| 16 грудня Перегравання | Менсфілд Таун            | 3:1     | Віган Атлетік     |
| 14 грудня              | Пітерборо Юнайтед        | 3:0     | Чарльтон Атлетік  |
| 14 грудня              | Літергед                 | 1:0     | Колчестер Юнайтед |
| 14 грудня              | Кембридж Юнайтед         | 2:0     | Герефорд Юнайтед  |

## Третій раунд
| Дата                  | Господарі                | Рахунок | Гості                |
| --------------------- | ------------------------ | ------- | -------------------- |
| 3 січня               | Ноттс Каунті             | 3:1     | Портсмут             |
| 4 січня               | Бернлі                   | 0:1     | Вімблдон             |
| 4 січня               | Бері                     | 2:2     | Міллволл             |
| 7 січня Перегравання  | Міллволл                 | 1:1     | Бері                 |
| 13 січня Перегравання | Бері                     | 2:0     | Міллволл             |
| 4 січня               | Ліверпуль                | 2:0     | Сток Сіті            |
| 4 січня               | Престон Норт-Енд         | 0:1     | Карлайл Юнайтед      |
| 4 січня               | Саутгемптон              | 1:2     | Вест Гем Юнайтед     |
| 4 січня               | Лестер Сіті              | 3:1     | Оксфорд Юнайтед      |
| 4 січня               | Ноттінгем Форест         | 1:1     | Тоттенгем Готспур    |
| 8 січня Перегравання  | Тоттенгем Готспур        | 0:1     | Ноттінгем Форест     |
| 4 січня               | Блекберн Роверз          | 1:2     | Бристоль Роверз      |
| 4 січня               | Болтон Вондерерз         | 0:0     | Вест-Бромвіч Альбіон |
| 8 січня Перегравання  | Вест-Бромвіч Альбіон     | 4:0     | Болтон Вондерерз     |
| 4 січня               | Вулвергемптон Вондерерз  | 1:2     | Іпсвіч Таун          |
| 4 січня               | Сандерленд               | 2:0     | Честерфілд           |
| 4 січня               | Стаффорд Рейнджерс       | 0:0     | Ротергем Юнайтед     |
| 7 січня Перегравання  | Ротергем Юнайтед         | 0:2     | Стаффорд Рейнджерс   |
| 4 січня               | Лутон Таун               | 0:1     | Бірмінгем Сіті       |
| 4 січня               | Евертон                  | 1:1     | Олтрінгем            |
| 7 січня Перегравання  | Олтрінгем                | 0:2     | Евертон              |
| 4 січня               | Свіндон Таун             | 2:0     | Лінкольн Сіті        |
| 4 січня               | Шеффілд Юнайтед          | 2:0     | Бристоль Сіті        |
| 4 січня               | Вікем Вондерерз          | 0:0     | Мідлсбро             |
| 7 січня Перегравання  | Мідлсбро                 | 1:0     | Вікем Вондерерз      |
| 4 січня               | Манчестер Сіті           | 0:2     | Ньюкасл Юнайтед      |
| 4 січня               | Фулгем                   | 1:1     | Галл Сіті            |
| 7 січня Перегравання  | Галл Сіті                | 2:2     | Фулгем               |
| 13 січня Перегравання | Фулгем                   | 1:0     | Галл Сіті            |
| 4 січня               | Ковентрі Сіті            | 2:0     | Норвіч Сіті          |
| 4 січня               | Брайтон енд Гоув Альбіон | 0:1     | Літергед             |
| 4 січня               | Манчестер Юнайтед        | 0:0     | Волсолл              |
| 7 січня Перегравання  | Волсолл                  | 3:2     | Манчестер Юнайтед    |
| 4 січня               | Плімут Аргайл            | 2:0     | Блекпул              |
| 4 січня               | Олдем Атлетік            | 0:3     | Астон Вілла          |
| 4 січня               | Челсі                    | 3:2     | Шеффілд Венсдей      |
| 4 січня               | Саутенд Юнайтед          | 2:2     | Квінз Парк Рейнджерс |
| 7 січня Перегравання  | Квінз Парк Рейнджерс     | 2:0     | Саутенд Юнайтед      |
| 4 січня               | Менсфілд Таун            | 1:0     | Кембридж Юнайтед     |
| 4 січня               | Арсенал                  | 1:1     | Йорк Сіті            |
| 7 січня Перегравання  | Йорк Сіті                | 1:3     | Арсенал              |
| 4 січня               | Лідс Юнайтед             | 4:1     | Кардіфф Сіті         |
| 4 січня               | Пітерборо Юнайтед        | 1:0     | Транмер Роверз       |
| 4 січня               | Лейтон Орієнт            | 2:2     | Дербі Каунті         |
| 8 січня Перегравання  | Дербі Каунті             | 2:1     | Лейтон Орієнт        |

## Четвертий раунд
У цьому раунді зіграли переможці попереднього етапу.
| Дата                   | Господарі            | Рахунок | Гості                |
| ---------------------- | -------------------- | ------- | -------------------- |
| 24 січня               | Квінз Парк Рейнджерс | 3:0     | Ноттс Каунті         |
| 25 січня               | Бері                 | 1:2     | Менсфілд Таун        |
| 25 січня               | Волсолл              | 1:0     | Ньюкасл Юнайтед      |
| 25 січня               | Літергед             | 2:3     | Лестер Сіті          |
| 25 січня               | Астон Вілла          | 4:1     | Шеффілд Юнайтед      |
| 25 січня               | Мідлсбро             | 3:1     | Сандерленд           |
| 25 січня               | Стаффорд Рейнджерс   | 1:2     | Пітерборо Юнайтед    |
| 25 січня               | Іпсвіч Таун          | 1:0     | Ліверпуль            |
| 25 січня               | Ковентрі Сіті        | 1:1     | Арсенал              |
| 29 січня Перегравання  | Арсенал              | 3:0     | Ковентрі Сіті        |
| 25 січня               | Вест Гем Юнайтед     | 1:1     | Свіндон Таун         |
| 28 січня Перегравання  | Свіндон Таун         | 1:2     | Вест Гем Юнайтед     |
| 25 січня               | Плімут Аргайл        | 1:3     | Евертон              |
| 25 січня               | Карлайл Юнайтед      | 3:2     | Вест-Бромвіч Альбіон |
| 25 січня               | Челсі                | 0:1     | Бірмінгем Сіті       |
| 25 січня               | Лідс Юнайтед         | 0:0     | Вімблдон             |
| 10 лютого Перегравання | Вімблдон             | 0:1     | Лідс Юнайтед         |
| 27 січня               | Дербі Каунті         | 1:0     | Бристоль Роверз      |
| 28 січня               | Фулгем               | 0:0     | Ноттінгем Форест     |
| 3 лютого Перегравання  | Ноттінгем Форест     | 1:1     | Фулгем               |
| 5 лютого Перегравання  | Фулгем               | 1:1     | Ноттінгем Форест     |
| 10 лютого Перегравання | Ноттінгем Форест     | 1:2     | Фулгем               |

## П'ятий раунд
На цьому етапі зіграли переможці попереднього раунду.
| Дата                   | Господарі         | Рахунок | Гості                |
| ---------------------- | ----------------- | ------- | -------------------- |
| 15 лютого              | Евертон           | 1:2     | Фулгем               |
| 15 лютого              | Іпсвіч Таун       | 3:2     | Астон Вілла          |
| 15 лютого              | Вест Гем Юнайтед  | 2:1     | Квінз Парк Рейнджерс |
| 15 лютого              | Менсфілд Таун     | 0:1     | Карлайл Юнайтед      |
| 15 лютого              | Арсенал           | 0:0     | Лестер Сіті          |
| 19 лютого Перегравання | Лестер Сіті       | 1:1     | Арсенал              |
| 24 лютого Перегравання | Лестер Сіті       | 0:1     | Арсенал              |
| 15 лютого              | Пітерборо Юнайтед | 1:1     | Мідлсбро             |
| 18 лютого Перегравання | Мідлсбро          | 2:0     | Пітерборо Юнайтед    |
| 15 лютого              | Бірмінгем Сіті    | 2:1     | Волсолл              |
| 18 лютого              | Дербі Каунті      | 0:1     | Лідс Юнайтед         |

## Шостий раунд
На цьому етапі зіграли переможці попереднього раунду.
| Дата                    | Господарі       | Рахунок | Гості            |
| ----------------------- | --------------- | ------- | ---------------- |
| 8 березня               | Іпсвіч Таун     | 0:0     | Лідс Юнайтед     |
| 11 березня Перегравання | Лідс Юнайтед    | 1:1     | Іпсвіч Таун      |
| 25 березня Перегравання | Іпсвіч Таун     | 0:0     | Лідс Юнайтед     |
| 27 березня Перегравання | Лідс Юнайтед    | 2:3     | Іпсвіч Таун      |
| 8 березня               | Карлайл Юнайтед | 0:1     | Фулгем           |
| 8 березня               | Арсенал         | 0:2     | Вест Гем Юнайтед |
| 8 березня               | Бірмінгем Сіті  | 1:0     | Мідлсбро         |

## Півфінали
У півфіналах зіграли команди, що перемогли на попередньому етапі.
| Дата                  | Господарі        | Рахунок | Гості            |
| --------------------- | ---------------- | ------- | ---------------- |
| 5 квітня              | Фулгем           | 1:1     | Бірмінгем Сіті   |
| 9 квітня Перегравання | Бірмінгем Сіті   | 0:1 дч  | Фулгем           |
| 5 квітня              | Вест Гем Юнайтед | 0:0     | Іпсвіч Таун      |
| 9 квітня Перегравання | Іпсвіч Таун      | 1:2     | Вест Гем Юнайтед |

## Фінал
| 3 травня 1975 15:00 BST |

| Вест Гем Юнайтед | 2:0      | Фулгем |
| ---------------- | -------- | ------ |
| Тейлор 60', 64'  | Протокол |        |

| Вемблі, Лондон Глядачів: 100 000 Арбітр: Пет Партрідж |